# Eastover (Dél-Karolina)
Eastover város az USA Dél-Karolina államában, Richland megyében. Lakosainak száma 614 fő (2020. április 1.).

## Népesség
A település népességének változása:

| 2010 | 813 |
| 2020 | 614 |